# Georg Eberhard Rumphius
Georg Eberhard Rumphius (ur. 1627 w Wölfersheim, zm. 1702 na wyspie Ambon) – holenderski botanik pochodzenia niemieckiego, specjalista od przyrody tropikalnej.
Autor katalogu Herbarium Amboinense, poświęconego roślinności na wyspie Ambon (wydanego pośmiertnie w 1741).